# 22 Jump Street
22 Jump Street je americký komediální film z roku 2014. Jeho režiséry byli Phil Lord a Christopher Miller. Hlavní role ztvárnili Jonah Hill a Channing Tatum. Film měl premiéru 13. června 2014 a je pokračováním snímku 21 Jump Street.

## Děj
Policejní důstojníci Schmidt (Jonah Hill) a Greg Jenko (Channing Tatum) jsou pověření prací v utajení na místní vysoké škole. Zatímco Jenko potká spřízněnou duši ve sportovním týmu, Schmidt proniká do řad studentů umění a začínají pohybovat o svém vztahu.

## Obsazení
| Jonah Hill        | Morton Schmidt   |
| Channing Tatum    | Greg Jenko       |
| Peter Stormare    | Ghost            |
| Ice Cube          | kapitán Dickson  |
| Amber Stevens     | Maya Dicksonová  |
| Wyatt Russell     | Zook             |
| Jillian Bell      | Mercedes         |
| Jimmy Tatro       | Rooster          |
| Nick Offerman     | šéf Hardy        |
| Dave Franco       | Eric Molson      |
| Rob Riggle        | pan Walters      |
| Marc Evan Jackson | Dr. Murphy       |
| Kenny Lucas       | Kenny Yang       |
| Keith Lucas       | Keith Yang       |
| Queen Latifah     | paní Dicksonová  |
| Diplo             | DJ               |
| Dustin Nguyen     | Vietnamský Ježíš |
| Richard Grieco    | Dennis Booker    |
| H. Jon Benjamin   | fotbalový trenér |
| Anna Faris        | Anna             |
| Seth Rogen        | Morton Schmidt   |

## Sequel
V září 2014 bylo oznámeno, že se připravuje sequel filmu.